# Organismo ipertermofilo
Gli ipertermofili sono organismi che vivono in ambienti estremamente caldi, con temperature che possono superare gli 80 gradi centigradi. Essi rappresentano il sottogruppo di organismi termofili (o termotolleranti) in grado di resistere alle maggiori temperature. Questo tipo di organismi può resistere a temperature superiori ai 100 °C, in genere in una forma di latenza, preferibilmente in forma essiccata.

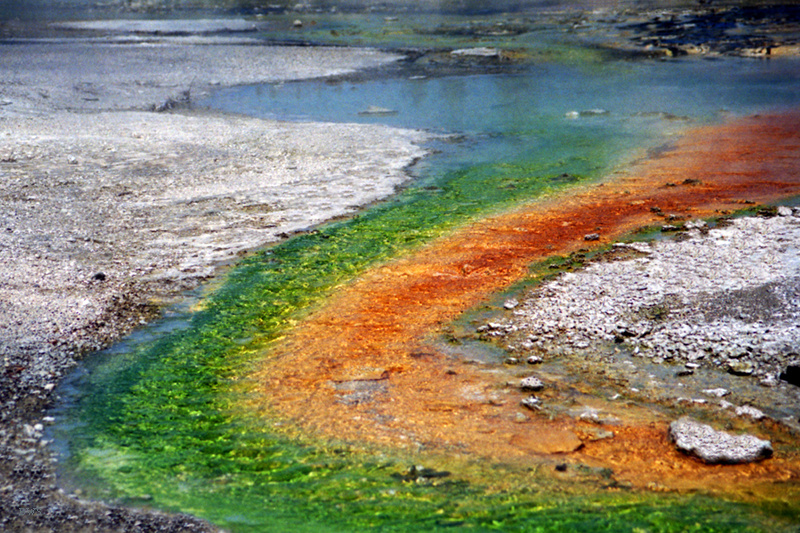
Le sorgenti termali del parco di Yellowstone, dove è stato isolato il primo ipertermofilo noto, Thermus aquaticus (nella foto colora il paesaggio acquatico di arancione).

Gli ipertermofili sono stati scoperti per la prima volta negli anni '70, più precisamente dopo il 1969, anno in cui il microbiologo Thomas Brock isolò dalla sorgente termale Mushroom Spring presente nel Parco Nazionale di Yellowstone (negli Stati Uniti) il batterio Thermus aquaticus, così battezzato da lui, capace di crescere intorno ai 100 °C. Da allora sono stati individuati in diverse parti del mondo, durante altre esplorazioni di sorgenti termali profonde, fondali marini, sorgenti termali sotterranee e vulcani attivi. Ci sono prove che gli organismi più antichi della storia della Terra fossero ipertermofili e la  ricerca delle loro tracce può assistere i geologi nello studio delle rocce e di ere geologiche come l'Archeano. Per esempio alcune geyseriti derivano in parte dal biofilm di microbi ipertermofili.
Gli ipertermofili sono estremamente resistenti alle alte temperature, e sono in grado di sopravvivere e riprodursi in ambienti dove sarebbe impossibile per altre forme di vita. Sono stati trovati in diverse categorie tassonomiche, compresi batteri (per i quali 95 °C è la massima temperatura registrata), archeobatteri (che ne rappresentano la maggior parte) e funghi, e sono stati oggetto di numerosi studi scientifici per comprendere le loro caratteristiche uniche e il loro ruolo nell'ecosistema. 
Tra le difficoltà incontrate da queste forme di vita si annovera il decremento della solubilità dell'ossigeno all'aumentare della temperatura, motivo per il quale generalmente gli ipertermofili hanno un metabolismo anaerobio. Inoltre il calore aumenta la fluidità delle membrane cellulari, la cui composizione viene integrata con acidi grassi saturi, e similmente viene aumentata la stabilità delle proteine e del DNA (con coppie ioniche, nel primo caso, e con sali monovalenti e bivalenti, nel secondo caso). In particolare il loro genoma è più ricco di coppie citosina-guanina, perché chimicamente più stabili delle coppie adenina-timina.
La più alta temperatura nota in cui è stata osservata una cellula metabolicamente attiva e in riproduzione è di 121 °C; si tratta dell'archeobatterio ceppo 121, isolato da una sorgente idrotermale nel nord-est dell'oceano Pacifico a un temperatura di 300 °C. Questo microrganismo, capace inoltre di ossidare il ferro e produrre magnetite, ha fatto ipotizzare che simili forme di vita su Marte possano aver prodotto rocce dalle particolari caratteristiche.
Molti ipertermofili, in particolare quelli isolati da sorgenti nei fondali oceanici, sono anche barofili – cioè tolleranti nei confronti dell'alta pressione –, p.e. Pyrococcus horikoshii e Thermococcus profundus. Alcuni ipertermofili possono altresì resistere ad alte dosi di radiazioni ionizzanti, p.e. l'archeobatterio Thermococcus gammatolerans, isolato nel 2003 in sorgenti termali ad alta profondità, resistente non solo al calore fino ai 90 °C ma anche alle radiazioni – alla pari di Deinococcus radiodurans. Altri resistono a condizioni estreme di pH, come l'archeobatterio acidofilo Sulfolobus acidocaldarius che vive e si riproduce a pH 3 e 80 °C.
In genere gli ipertermofili non sono patogeni per gli esseri umani perché non prosperano ai 37 °C del corpo umano.
Gli ipertermofili sono interessanti anche per il loro potenziale biotecnologico, poiché alcune delle loro proteine e enzimi sono stabili alle alte temperature e possono essere utilizzati in processi laboratoriali e industriali. Il succitato batterio termotollerante  Thermus aquaticus è stato utilizzato per sintetizzare la taq polimerasi, un enzima importante nella reazione a catena della polimerasi (PCR), che viene utilizzata ampiamente nella ricerca genetica e nella diagnostica medica. Alcuni enzimi sono più termotolleranti degli stessi organismi, come un enzima amilolitico (ossia che scinde l'amido) di un archeobatterio che opera a 142 °C.
Altri esempi di organismi ipertermofili comprendono:
- Pyrolobus fumarii: un archeobatterio che vive a temperature estreme fino a 113 gradi, con un optimum intorno ai 106 gradi; è stato trovato in fondali marini caldi e in sorgenti termali sotterranee;[1]
- Pyrodictium occultum: un archeobatterio scoperto nel 1982 nelle acque dell'isola di Vulcano, capace di vivere fino a 110 °C;[1]
- Sulfolobus solfataricus[2]: un archeobatterio termoacidofilo che vive nelle solfatare a pH 2-3 e a 75-80 °C[5], scoperto nell'area vulcanica di Pozzuoli e da cui è stato estratto un enzima ADH utilizzato nella ricerca spaziale[2];
- Methanococcus jannaschii: è stato il primo archeobatterio di cui sia stato sequenziato il genoma; produce metano, cresce a 85 °C e fino a 200 atm.[6]